# Kerkhof van Boëncourt
Het kerkhof van Boëncourt is een begraafplaats gelegen bij de Église Saint-Aubin in het gehucht Boëncourt in de gemeente Béhen in het Franse departement Somme.

## Militair graven
De begraafplaats telt 2 geïdentificeerde Brits militaire graven uit de Tweede Wereldoorlog dat wordt onderhouden door de Commonwealth War Graves Commission, die de begraafplaats heeft ingestreven als Behen (Boencourt) Churchyard.